# أنوب كومار غوبتا
أنوب كومار غوبتا (بالإنجليزية: Anoop Kumar Gupta)‏ هو سياسي هندي، ولد في 15 يوليو 1970 في منطقة سيتابور في الهند. حزبياً، نشط في سماجوادي.